# ريوهاتشا
ريوهاتشا (بالإسبانية: Riohacha)‏ هي مدينة وعاصمة إدارة لا غواخيرا في كولومبيا. تقع على ساحل البحر الكاريبي.

## المناخ
يظهر الجدول التالي التغييرات المناخية على مدار السنة لريوهاتشا:
| البيانات المناخية لـريوهاتشا                                        | البيانات المناخية لـريوهاتشا | البيانات المناخية لـريوهاتشا | البيانات المناخية لـريوهاتشا | البيانات المناخية لـريوهاتشا | البيانات المناخية لـريوهاتشا | البيانات المناخية لـريوهاتشا | البيانات المناخية لـريوهاتشا | البيانات المناخية لـريوهاتشا | البيانات المناخية لـريوهاتشا | البيانات المناخية لـريوهاتشا | البيانات المناخية لـريوهاتشا | البيانات المناخية لـريوهاتشا | البيانات المناخية لـريوهاتشا |
| الشهر                                                               | يناير                        | فبراير                       | مارس                         | أبريل                        | مايو                         | يونيو                        | يوليو                        | أغسطس                        | سبتمبر                       | أكتوبر                       | نوفمبر                       | ديسمبر                       | المعدل السنوي                |
| ------------------------------------------------------------------- | ---------------------------- | ---------------------------- | ---------------------------- | ---------------------------- | ---------------------------- | ---------------------------- | ---------------------------- | ---------------------------- | ---------------------------- | ---------------------------- | ---------------------------- | ---------------------------- | ---------------------------- |
| الدرجة القصوى °م (°ف)                                               | 39.2 (102.6)                 | 36.7 (98.1)                  | 39.8 (103.6)                 | 38.4 (101.1)                 | 38.0 (100.4)                 | 38.6 (101.5)                 | 38.1 (100.6)                 | 38.8 (101.8)                 | 39.4 (102.9)                 | 36.6 (97.9)                  | 35.8 (96.4)                  | 38.6 (101.5)                 | 39.4 (102.9)                 |
| متوسط درجة الحرارة الكبرى °م (°ف)                                   | 32.4 (90.3)                  | 32.5 (90.5)                  | 32.5 (90.5)                  | 32.6 (90.7)                  | 33.2 (91.8)                  | 34.2 (93.6)                  | 34.8 (94.6)                  | 34.8 (94.6)                  | 33.4 (92.1)                  | 32.4 (90.3)                  | 32.1 (89.8)                  | 32.3 (90.1)                  | 33.1 (91.6)                  |
| متوسط درجة الحرارة الصغرى °م (°ف)                                   | 21.8 (71.2)                  | 21.9 (71.4)                  | 22.9 (73.2)                  | 24.2 (75.6)                  | 24.8 (76.6)                  | 25.3 (77.5)                  | 25.2 (77.4)                  | 25.0 (77.0)                  | 24.4 (75.9)                  | 23.7 (74.7)                  | 23.3 (73.9)                  | 22.5 (72.5)                  | 23.8 (74.7)                  |
| أدنى درجة حرارة °م (°ف)                                             | 17.2 (63.0)                  | 17.0 (62.6)                  | 17.0 (62.6)                  | 17.2 (63.0)                  | 20.8 (69.4)                  | 20.0 (68.0)                  | 17.2 (63.0)                  | 19.8 (67.6)                  | 19.2 (66.6)                  | 20.0 (68.0)                  | 18.8 (65.8)                  | 16.8 (62.2)                  | 16.8 (62.2)                  |
| معدل هطول الأمطار مم (إنش)                                          | 0.5 (0.02)                   | 0.8 (0.03)                   | 2.6 (0.10)                   | 25.8 (1.02)                  | 75.5 (2.97)                  | 37.1 (1.46)                  | 16.2 (0.64)                  | 52.3 (2.06)                  | 115.9 (4.56)                 | 142.8 (5.62)                 | 59.2 (2.33)                  | 17.3 (0.68)                  | 546 (21.49)                  |
| متوسط الأيام الممطرة                                                | 1                            | 1                            | 1                            | 3                            | 7                            | 3                            | 2                            | 5                            | 9                            | 10                           | 5                            | 2                            | 49                           |
| متوسط الرطوبة النسبية (%)                                           | 70                           | 70                           | 71                           | 74                           | 75                           | 68                           | 66                           | 71                           | 76                           | 79                           | 79                           | 74                           | 73                           |
| ساعات سطوع الشمس الشهرية                                            | 259.3                        | 229.8                        | 235.4                        | 195.0                        | 193.5                        | 230.3                        | 249.4                        | 236.5                        | 198.1                        | 211.7                        | 217.5                        | 238.2                        | 2٬694٫7                      |
| المصدر: INSTITUTO DE HIDROLOGIA METEOROLOGIA Y ESTUDIOS AMBIENTALES |                              |                              |                              |                              |                              |                              |                              |                              |                              |                              |                              |                              |                              |

## توأمة
لريوهاتشا اتفاقيات توأمة مع:
- ماراكايبو [4]

## أعلام
- إيلدر خوسيه فيغيروا